# Gare de Cannes-La-Bocca
Gare de Cannes-La-Bocca vasútállomás Franciaországban, Cannes településen.

## Vasútvonalak
Az állomást az alábbi vasútvonalak érintik:
- Marseille–Ventimiglia-vasútvonal
- Cannes-la-Bocca–Grasse-vasútvonal

## Kapcsolódó állomások
A vasútállomáshoz az alábbi állomások vannak a legközelebb:
- Gare de Cannes
- Gare de Mandelieu-la-Napoule